# Hexatoma (Eriocera) unimaculata
Hexatoma (Eriocera) unimaculata is een tweevleugelige uit de familie steltmuggen (Limoniidae). De soort komt voor in het Oriëntaals gebied.